# Kungariket Laos
Kungariket Laos var en suverän stat som existerade från 1953 till december 1975 när Pathet Lao störtade regeringen och skapade Demokratiska folkrepubliken Laos. Självstyre upprättades 1949 som en del av en federation med resten av Franska Indokina. Fransk-laotiska fördraget 1953 etablerade äntligen ett suveränt, självstyrande Laos, men föreskrev inte vem som skulle styra landet. Under åren som följde tvistade tre grupper om makten: neutralisterna under prins Souvanna Phouma, högerpartiet under prins Boun Oum av Champassak och det vänsterinriktade Vietnamstödda Pathet Lao under prins Souphanouvong och framtida premiärministern Kaysone Phomvihane. Kommunisterna tog makten 1975 och upprättade Demokratiska folkrepubliken Laos med Laotiska revolutionära folkpartiet som det statsbärande och monarkin avskaffades.